# Scatologie
In de geneeskunde en de biologie is scatologie de studie van de ontlasting. Bij uitbreiding wordt de term scatologie soms gebruikt om te verwijzen naar ruwe opmerkingen en geschriften, en grappen over "plas en poep." Het woord scatologie wordt soms gebruikt als synoniem voor coprofilie, een vorm van seksuele beleving waarbij ontlasting een belangrijke rol speelt. 
Scatologische studies leveren biologische informatie op over voeding, gezondheid en ziekten zoals lintwormen. Het woord is afgeleid van het Griekse σκώρ dat "uitwerpselen" betekent.
John Gregory Bourke maakte een uitgebreide studie over scatologie onder de titel Scatalogic Rites of All Nations (1891). Een verkorte versie van het werk (met een voorwoord van Sigmund Freud), werd in 1994 gepubliceerd als The Portable Scatalog.